# Jan van Goyen
Jan Josephsz. van Goyen /jɑn 'joˑʊ̯zəfˌzoˑʊ̯n vɑn 'xoˑʊ̯jən/ (Leida, 13 gennaio 1596 – L'Aia, 27 aprile 1656) è stato un pittore di paesaggio olandese dell'epoca d'oro.

## Biografia
Jan van Goyen fu allievo a Leida  di Jacob van Swanenburg, nel periodo che va dal 1616 al 1617, divenne poi allievo di Willem Gerritsz a Hoorn per due anni, e passò poi un anno a Haarlem, dove frequentò lo studio del pittore di genere e paesaggista Esaias van de Velde. Da quest'ultimo fu profondamente influenzato nella sua prima opera nota (Estate inverno 1625). Dal 1618 fu di nuovo a Leida.
Compì nei successivi anni molti viaggi in Francia, Inghilterra e Paesi Bassi, che gli permisero di compiere numerosi dipinti a carattere paesaggistico. Nel 1632 si stabilì all'Aia, dove visse a lungo come stimato pittore. Durante tale periodo si concentrò sulla semplificazione del taglio delle sue vedute, sulla riduzione della gamma cromatica a delicati gialli spenti, marroni tenui, grigi argentei e verdi delicati, che gli permisero di raggiungere unità spaziale, tonale e atmosferica. Rinunciò così all'inserimento di elementi narrativi, ornamentali e descrittivi che lo accompagnarono invece nelle sue prime opere. Questo cambiamento gli permise di collocarsi tra i migliori pittori paesaggistici del Seicento in Olanda, soprattutto nel campo delle opere di piccolo formato. Straordinaria fu la sua abilità nel distillare l'essenza del piatto paesaggio olandese, solcato dalle vie d'acqua ed esaltato da un cielo in cui si riflettono le condizioni atmosferiche, l'ora del giorno e la stagione. Assente è la retorica di tipo idilliaco, o le esagerazioni eroiche, all'insegna di una rara sobrietà e di un'innata vena poetica.
Nonostante il suo lavoro fosse ben richiesto, si trovò coinvolto in una cattiva speculazione su terre e proprietà immobiliari, che lo portarono a vivere in frequenti difficoltà finanziarie. Durante gli ultimi anni di lavoro, il pittore si fece influenzare dalle tendenze classicheggianti che si stavano diffondendo e si spinse verso composizioni più elaborate e l'uso di una gamma cromatica più ampia.
Morì nel 1656 pesantemente gravato da debiti.

## Opere

Vista del Haarlemmermeer

Van Goyen realizzò numerosi dipinti con soggetti paesaggistici come canali, laghi e fiumi nei dintorni dell'Aia, Rotterdam, Delft, Dordrecht, Leida, Gouda, Arnhem ed Emmerich.
Il suo operato si distingue per alcuni elementi: distese di dune, vedute di corsi d'acqua, sentieri costeggiati da capanne e da grandi alberi, rappresentazioni di villaggi e di città in lontananza come coperte da una leggera foschia con cieli nuvolosi. Si conoscono più di mille dipinti a lui riferibili, e un numero ancora più elevato di disegni, a testimonianza della sua instancabile attività.
Alcuni dipinti
- Scena fluviale, 1636, Cambridge (Massachusetts), Fogg Art Museum
- Sentiero con capanne, Caen, Museum des Beaux-Arts
- Paesaggio con querce, Amsterdam, Rijksmuseum
- Veduta di Dordrecht, Bruxelles, Musées Royaux des Beux Arts
- Veduta di Leida, 1643, Monaco, Alte Pinakothek
- Scena fluviale, 1656, Francoforte, Städelsches Kunstinstut